# Senat Giffey

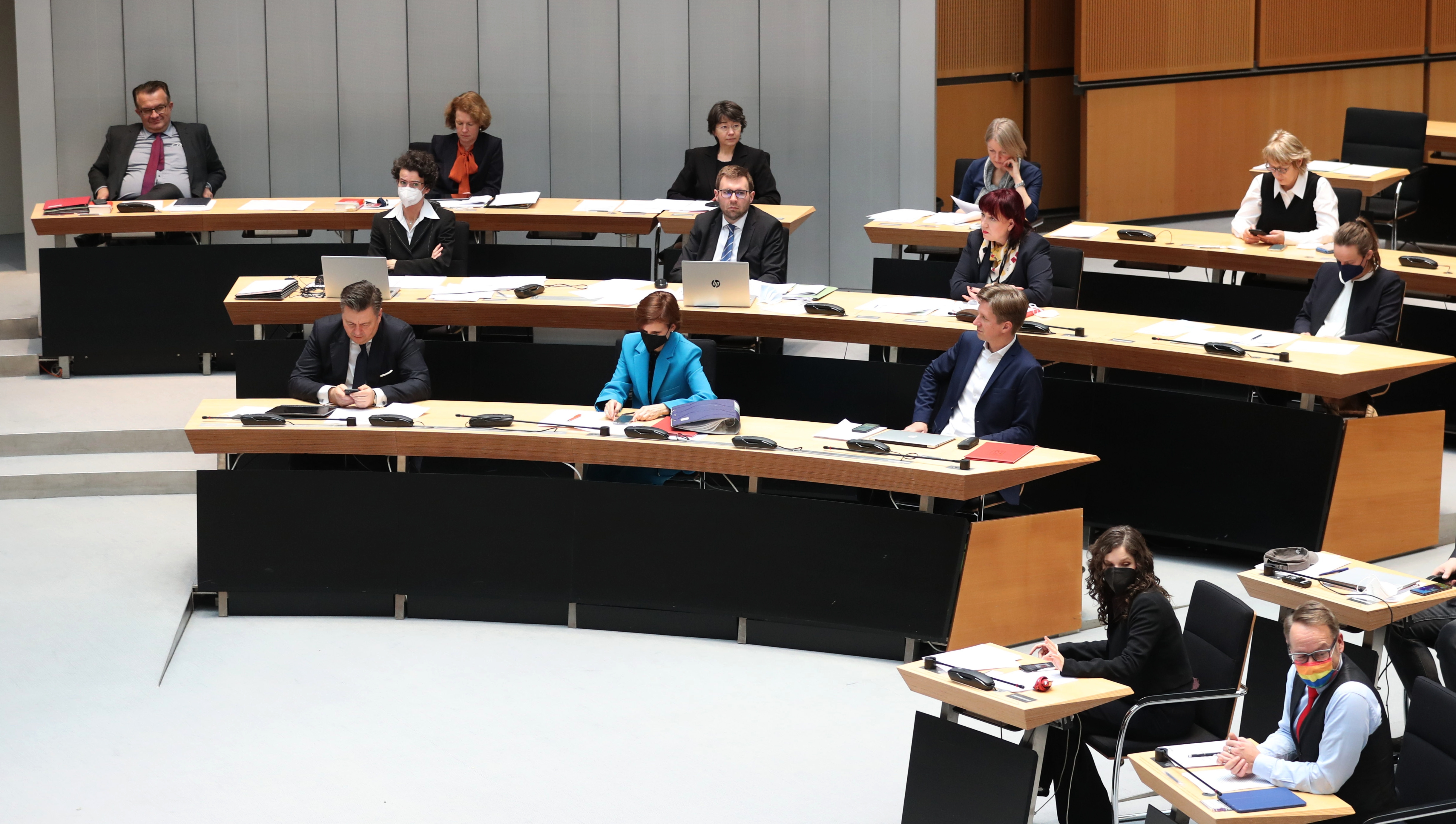
Einige Senatoren auf der Regierungsbank

Der Senat Giffey bildete vom 21. Dezember 2021 bis zum 27. April 2023 die Landesregierung von Berlin. Franziska Giffey führte in ihrer einzigen Amtszeit als Regierende Bürgermeisterin eine rot-grün-rote Koalition aus SPD, Grüne und Die Linke, welche als Folge der Abgeordnetenhauswahl 2021 gebildet wurde. Bei der Wahl zur Regierenden Bürgermeisterin wurden 84 Ja- und 52 Nein-Stimmen bei zwei Enthaltungen abgegeben.
Der Koalitionsvertrag trug den Titel „Zukunftshauptstadt Berlin. Sozial. Ökologisch. Vielfältig. Wirtschaftsstark.“ und wurde am 29. November 2021 veröffentlicht. Am 5. Dezember 2021 stimmte die Berliner SPD als erste der drei Parteien auf einem Parteitag mit 91,5 Prozent der Delegiertenstimmen für den Koalitionsvertrag. Am 12. Dezember 2021 folgten die Berliner Grünen, die dem Koalitionsvertrag auf einem Parteitag mit 96,4 Prozent der Delegiertenstimmen zustimmten. Am 17. Dezember 2021 gab die Linke Berlin bekannt, dass bis zum Ende der Urabstimmung 74,9 Prozent der Abstimmenden den Vertrag bejahten.

## Abstimmung im Berliner Abgeordnetenhaus
| Wahlgang                                                                                | Kandidatin                        | Kandidatin             | Stimmen    | Stimmenzahl | Anteil (abgegebene Stimmen) | Unterstützer | Unterstützer | Unterstützer | Unterstützer      |
| --------------------------------------------------------------------------------------- | --------------------------------- | ---------------------- | ---------- | ----------- | --------------------------- | ------------ | ------------ | ------------ | ----------------- |
| 1. Wahlgang                                                                             |                                   | Franziska Giffey (SPD) | Ja-Stimmen | 84          | 57,1 %                      |              |              |              | SPD, Grüne, Linke |
| 1. Wahlgang                                                                             | Nein-Stimmen                      | Franziska Giffey (SPD) | 52         | 35,4 %      |                             |              |              |              | SPD, Grüne, Linke |
| 1. Wahlgang                                                                             | Enthaltungen                      | Franziska Giffey (SPD) | 2          | 1,4 %       |                             |              |              |              | SPD, Grüne, Linke |
| 1. Wahlgang                                                                             | Ungültige Stimmen                 | Franziska Giffey (SPD) | 1          | 0,7 %       |                             |              |              |              | SPD, Grüne, Linke |
| 1. Wahlgang                                                                             | Nichtteilnahme / Nichtanwesenheit | Franziska Giffey (SPD) | 8          | 5,4 %       |                             |              |              |              | SPD, Grüne, Linke |
| Damit wurde Franziska Giffey zur Regierenden Bürgermeisterin des Landes Berlin gewählt. |                                   |                        |            |             |                             |              |              |              |                   |

## Kabinett
Nach Abschluss der Koalitionsverhandlungen äußerten sich die designierten Regierungsparteien nach und nach zur Besetzung der jeweiligen Senatorenposten. Neben der Regierenden Bürgermeisterin Giffey (SPD) wurden vier Senatsmitglieder von der SPD nominiert, drei von den Grünen und ebenfalls drei von den Linken. Die Linke stellte ihre Kandidaten zunächst nur einzeln vor. So wurde am 1. Dezember bekannt, dass Katja Kipping neue Sozialsenatorin werden soll, und am 11. Dezember, dass Lena Kreck als Justizsenatorin vorgesehen ist. Die Grünen stellten ihre Personalien mit Jarasch, Wesener und Gote gebündelt am 6. Dezember vor, die SPD ihre Kandidaten Geisel, Spranger, Busse und Schwarz am 20. Dezember.
| Ressort                                             | Foto | Name                | Partei    | Partei                            |
| --------------------------------------------------- | ---- | ------------------- | --------- | --------------------------------- |
| Regierende Bürgermeisterin Senatskanzlei            |      | Franziska Giffey    |           | SPD                               |
| Bürgermeisterin                                     |      | Bettina Jarasch     |           | Bündnis 90/Die Grünen             |
| Umwelt, Mobilität, Verbraucher- und Klimaschutz     |      | Bettina Jarasch     |           | Bündnis 90/Die Grünen             |
| Bürgermeister                                       |      | Klaus Lederer       |           | Die Linke                         |
| Kultur und Europa                                   |      | Klaus Lederer       |           | Die Linke                         |
| Bildung, Jugend und Familie                         |      | Astrid-Sabine Busse |           | SPD                               |
| Finanzen                                            |      | Daniel Wesener      |           | Bündnis 90/Die Grünen             |
| Inneres, Digitalisierung und Sport                  |      | Iris Spranger       |           | SPD                               |
| Integration, Arbeit und Soziales                    |      | Katja Kipping       |           | Die Linke                         |
| Justiz, Vielfalt und Antidiskriminierung            |      | Lena Kreck          | Die Linke |                                   |
| Stadtentwicklung, Bauen und Wohnen                  |      | Andreas Geisel      |           | SPD                               |
| Wirtschaft, Energie und Betriebe                    |      | Stephan Schwarz     |           | parteilos (von der SPD nominiert) |
| Wissenschaft, Gesundheit, Pflege und Gleichstellung |      | Ulrike Gote         |           | Bündnis 90/Die Grünen             |

## Staatssekretäre
Die Staatssekretäre sind die ranghöchsten Beamten des Landes Berlin. Sie fungieren als Amtschefs der Senatsverwaltungen, ständige Vertreter der Senatoren oder übernehmen – wie die Bevollmächtigte des Landes Berlin beim Bund – Sonderaufgaben. Die Bekanntgabe der Staatssekretäre erfolgte am 19. Dezember 2021 durch die Grünen und 20. Dezember 2021 durch die SPD sowie Die Linke.
| Senatskanzlei und Senatsverwaltungen                                     | Staatssekretäre |
| ------------------------------------------------------------------------ | --- |
| Senatskanzlei                                                            | Severin Fischer Chef der Senatskanzlei Ana-Maria Trăsnea Bürgerschaftliches Engagement und Internationales Bevollmächtigte des Landes Berlin beim Bund |
| Senatsverwaltung für Umwelt, Mobilität, Verbraucher- und Klimaschutz     | Silke Karcher Umwelt und Klimaschutz Meike Niedbal (ab 1. März 2022) Mobilität Markus Kamrad Verbraucherschutz, Amtschef                               |
| Senatsverwaltung für Kultur und Europa                                   | Torsten Wöhlert Kultur Gerry Woop Europa |
| Senatsverwaltung für Bildung, Jugend und Familie                         | Alexander Slotty Bildung Aziz Bozkurt Schuldigitalisierung, Jugend und Familie                                                                         |
| Senatsverwaltung für Finanzen                                            | Barbro Dreher Jana Borkamp |
| Senatsverwaltung für Inneres, Digitalisierung und Sport                  | Torsten Akmann (bis Februar 2023) Inneres Nicola Böcker-Giannini Sport Ralf Kleindiek Chief Digital Officer                                            |
| Senatsverwaltung für Integration, Arbeit und Soziales                    | Wenke Christoph Integration und Soziales Alexander Fischer Arbeit                                                                                      |
| Senatsverwaltung für Justiz, Vielfalt und Antidiskriminierung            | Daniela Brückner (bis 29. Juni 2022) Ibrahim Kanalan (ab 1. August 2022) Justiz Saraya Gomis Vielfalt und Antidiskriminierung                          |
| Senatsverwaltung für Stadtentwicklung, Bauen und Wohnen                  | Christian Gaebler Bauen und Wohnen Ülker Radziwill Mieterschutz Petra Kahlfeldt Senatsbaudirektorin                                                    |
| Senatsverwaltung für Wirtschaft, Energie und Betriebe                    | Michael Biel Wirtschaft Tino Schopf Energie und Betriebe                                                                                               |
| Senatsverwaltung für Wissenschaft, Gesundheit, Pflege und Gleichstellung | Thomas Götz Gesundheit und Pflege Armaghan Naghipour Wissenschaft, Forschung und Gleichstellung                                                        |